# Francia all'Eurovision Song Contest
La Francia ha partecipato a quasi tutte le edizioni dell'Eurovision Song Contest, eccetto due volte: nel 1974, quando si ritirò a causa del lutto nazionale proclamato per la morte del presidente Georges Pompidou, e nel 1982. La Francia fa parte dei Big Five (assieme a Spagna, Germania, Regno Unito e Italia) e dunque accede di diritto alla serata di finale.
Nel 2009, la Francia è tornata a piazzarsi tra le prime 10 posizioni con una delle sue cantanti più famose e apprezzate, Patricia Kaas, mentre l'anno dopo è finita al 12º posto. Nel 2021 la Francia si è piazzata al 2º posto.
Nel 1999, France 3 dovette trasmettere la manifestazione in quanto su France 2 era in onda una partita di rugby; da allora il canale pubblico regionale francese ha sempre trasmesso l'evento con risultati alterni (ad esempio, nel 2007 registrò un misero 10% di share) fino al 2014, quando è tornata in onda sul canale principale. Dal 2005 al 2010, la semifinale di competenza è stata trasmessa su France 4, poi dal 2011 al 2015 su France Ô mentre dal 2016 sono entrambe trasmesse da France 4. Dal 2022 le semifinali vengono trasmesse su France 4.

## Partecipazioni
- Primo posto
- Secondo posto
- Terzo posto
- Ultimo posto

| Anno                            | Artista                             | Canzone                                   | Lingua                    | Posizione           | Posizione           | Posizione           | Posizione           |
| Anno                            | Artista                             | Canzone                                   | Lingua                    | Finale              | Punti               | Semi                | Punti               |
| ------------------------------- | ----------------------------------- | ----------------------------------------- | ------------------------- | ------------------- | ------------------- | ------------------- | ------------------- |
| 1956                            | Mathé Altéry Dany Dauberson         | Le temps perdu Il est là                  | Francese                  | --                  | Sconosciuti         | Niente semifinali   | Niente semifinali   |
| 1957                            | Paule Desjardins                    | La belle amour                            | Francese                  | 2º                  | 17                  | Niente semifinali   | Niente semifinali   |
| 1958                            | André Claveau                       | Dors, mon amour                           | Francese                  | 1º                  | 27                  | Niente semifinali   | Niente semifinali   |
| 1959                            | Jean Philippe                       | Oui, oui, oui, oui                        | Francese                  | 3º                  | 15                  | Niente semifinali   | Niente semifinali   |
| 1960                            | Jacqueline Boyer                    | Tom Pillibi                               | Francese                  | 1º                  | 32                  | Niente semifinali   | Niente semifinali   |
| 1961                            | Jean-Paul Mauric                    | Printemps (Avril carillonne)              | Francese                  | 4º                  | 13                  | Niente semifinali   | Niente semifinali   |
| 1962                            | Isabelle Aubret                     | Un premier amour                          | Francese                  | 1º                  | 26                  | Niente semifinali   | Niente semifinali   |
| 1963                            | Alain Barrière                      | Elle était si jolie                       | Francese                  | 5º                  | 25                  | Niente semifinali   | Niente semifinali   |
| 1964                            | Rachel                              | Le chant de Mallory                       | Francese                  | 4º                  | 14                  | Niente semifinali   | Niente semifinali   |
| 1965                            | Guy Mardel                          | N'avoue jamais                            | Francese                  | 3º                  | 22                  | Niente semifinali   | Niente semifinali   |
| 1966                            | Dominique Walter                    | Chez nous                                 | Francese                  | 16º                 | 1                   | Niente semifinali   | Niente semifinali   |
| 1967                            | Noëlle Cordier                      | Il doit faire beau là-bas                 | Francese                  | 3º                  | 20                  | Niente semifinali   | Niente semifinali   |
| 1968                            | Isabelle Aubret                     | La source                                 | Francese                  | 3º                  | 20                  | Niente semifinali   | Niente semifinali   |
| 1969                            | Frida Boccara                       | Un jour, un enfant                        | Francese                  | 1º                  | 18                  | Niente semifinali   | Niente semifinali   |
| 1970                            | Guy Bonnet                          | Marie-Blanche                             | Francese                  | 4º                  | 8                   | Niente semifinali   | Niente semifinali   |
| 1971                            | Serge Lama                          | Un jardin sur la terre                    | Francese                  | 10º                 | 82                  | Niente semifinali   | Niente semifinali   |
| 1972                            | Betty Mars                          | Comé-comédie                              | Francese                  | 11º                 | 81                  | Niente semifinali   | Niente semifinali   |
| 1973                            | Martine Clémenceau                  | Sans toi                                  | Francese                  | 15º                 | 65                  | Niente semifinali   | Niente semifinali   |
| 1974                            | Dani                                | La vie à vingt-cinq ans                   | Francese                  | Ritirata            | Ritirata            | Niente semifinali   | Niente semifinali   |
| 1975                            | Nicole Rieu                         | Et bonjour à toi, l'artiste               | Francese                  | 4º                  | 91                  | Niente semifinali   | Niente semifinali   |
| 1976                            | Catherine Ferry                     | Un, deux, trois                           | Francese                  | 2º                  | 147                 | Niente semifinali   | Niente semifinali   |
| 1977                            | Marie Myriam                        | L'oiseau et l'enfant                      | Francese                  | 1º                  | 136                 | Niente semifinali   | Niente semifinali   |
| 1978                            | Joël Prévost                        | Il y aura toujours des violons            | Francese                  | 3º                  | 119                 | Niente semifinali   | Niente semifinali   |
| 1979                            | Anne-Marie David                    | Je suis l'enfant-soleil                   | Francese                  | 3º                  | 106                 | Niente semifinali   | Niente semifinali   |
| 1980                            | Profil                              | Hé hé, m'sieurs, dames                    | Francese                  | 11º                 | 45                  | Niente semifinali   | Niente semifinali   |
| 1981                            | Jean Gabilou                        | Humanahum                                 | Francese                  | 3º                  | 125                 | Niente semifinali   | Niente semifinali   |
| Nessuna partecipazione nel 1982 |                                     |                                           |                           |                     |                     | Niente semifinali   | Niente semifinali   |
| 1983                            | Guy Bonnet                          | Vivre                                     | Francese                  | 5º                  | 56                  | Niente semifinali   | Niente semifinali   |
| 1984                            | Annick Thoumazeau                   | Autant d'amoureux que d'étoiles           | Francese                  | 8º                  | 61                  | Niente semifinali   | Niente semifinali   |
| 1985                            | Roger Bens                          | Femme, dans ses rêves aussi               | Francese                  | 10º                 | 56                  | Niente semifinali   | Niente semifinali   |
| 1986                            | Cocktail Chic                       | Européennes                               | Francese                  | 17º                 | 13                  | Niente semifinali   | Niente semifinali   |
| 1987                            | Christine Minier                    | Les mots d'amour n'ont pas de dimanche    | Francese                  | 14º                 | 44                  | Niente semifinali   | Niente semifinali   |
| 1988                            | Gérard Lenorman                     | Chanteur de charme                        | Francese                  | 10º                 | 64                  | Niente semifinali   | Niente semifinali   |
| 1989                            | Nathalie Pâque                      | J'ai volé la vie                          | Francese                  | 8º                  | 60                  | Niente semifinali   | Niente semifinali   |
| 1990                            | Joëlle Ursull                       | White and Black Blues                     | Francese                  | 2º                  | 132                 | Niente semifinali   | Niente semifinali   |
| 1991                            | Amina                               | C'est le dernier qui a parlé qui a raison | Francese                  | 2º                  | 146                 | Niente semifinali   | Niente semifinali   |
| 1992                            | Kali                                | Monté la rivié                            | Francese, creolo haitiano | 8º                  | 73                  | Niente semifinali   | Niente semifinali   |
| 1993                            | Patrick Fiori                       | Mama Corsica                              | Francese, corso           | 4º                  | 121                 | Niente semifinali   | Niente semifinali   |
| 1994                            | Nina Morato                         | Je suis un vrai garçon                    | Francese                  | 7º                  | 74                  | Niente semifinali   | Niente semifinali   |
| 1995                            | Nathalie Santamaria                 | Il me donne rendez-vous                   | Francese                  | 4º                  | 94                  | Niente semifinali   | Niente semifinali   |
| 1996                            | Dan Ar Braz & L'Héritage des Celtes | Diwanit bugale                            | Bretone                   | 19º                 | 18                  | 11º                 | 55                  |
| 1997                            | Fanny                               | Sentiments songes                         | Francese                  | 7º                  | 95                  | Niente semifinali   | Niente semifinali   |
| 1998                            | Marie Line                          | Où aller?                                 | Francese                  | 24º                 | 3                   | Niente semifinali   | Niente semifinali   |
| 1999                            | Nayah                               | Je veux donner ma voix                    | Francese                  | 19º                 | 14                  | Niente semifinali   | Niente semifinali   |
| 2000                            | Sofia Mestari                       | On aura le ciel                           | Francese                  | 23º                 | 5                   | Niente semifinali   | Niente semifinali   |
| 2001                            | Natasha St-Pier                     | Je n'ai que mon âme                       | Francese, inglese         | 4º                  | 142                 | Niente semifinali   | Niente semifinali   |
| 2002                            | Sandrine François                   | Il faut du temps                          | Francese                  | 5º                  | 104                 | Niente semifinali   | Niente semifinali   |
| 2003                            | Louisa Baïleche                     | Monts et merveilles                       | Francese                  | 18º                 | 19                  | Niente semifinali   | Niente semifinali   |
| 2004                            | Jonatan Cerrada                     | À chaque pas                              | Francese, spagnolo        | 15º                 | 40                  | Membro dei Big Four | Membro dei Big Four |
| 2005                            | Ortal                               | Chacun pense à soi                        | Francese                  | 23º                 | 11                  | Membro dei Big Four | Membro dei Big Four |
| 2006                            | Virginie Pouchain                   | Il était temps                            | Francese                  | 22º                 | 5                   | Membro dei Big Four | Membro dei Big Four |
| 2007                            | Les Fatals Picards                  | L'amour à la française                    | Francese, inglese         | 22º                 | 19                  | Membro dei Big Four | Membro dei Big Four |
| 2008                            | Sébastien Tellier                   | Divine                                    | Inglese, francese         | 19º                 | 47                  | Membro dei Big Four | Membro dei Big Four |
| 2009                            | Patricia Kaas                       | Et s'il fallait le faire                  | Francese                  | 8º                  | 107                 | Membro dei Big Four | Membro dei Big Four |
| 2010                            | Jessy Matador                       | Allez Ola Olé                             | Francese                  | 12º                 | 82                  | Membro dei Big Four | Membro dei Big Four |
| 2011                            | Amaury Vassili                      | Sognu                                     | Corso                     | 15º                 | 82                  | Membro dei Big Five | Membro dei Big Five |
| 2012                            | Anggun                              | Echo (You and I)                          | Francese, inglese         | 22º                 | 21                  | Membro dei Big Five | Membro dei Big Five |
| 2013                            | Amandine Bourgeois                  | L'enfer et moi                            | Francese                  | 23º                 | 14                  | Membro dei Big Five | Membro dei Big Five |
| 2014                            | TWIN TWIN                           | Moustache                                 | Francese, inglese         | 26º                 | 2                   | Membro dei Big Five | Membro dei Big Five |
| 2015                            | Lisa Angell                         | N'oubliez pas                             | Francese                  | 25º                 | 4                   | Membro dei Big Five | Membro dei Big Five |
| 2016                            | Amir                                | J'ai cherché                              | Francese, inglese         | 6º                  | 257                 | Membro dei Big Five | Membro dei Big Five |
| 2017                            | Alma                                | Requiem                                   | Francese, inglese         | 12º                 | 135                 | Membro dei Big Five | Membro dei Big Five |
| 2018                            | Madame Monsieur                     | Mercy                                     | Francese                  | 13º                 | 173                 | Membro dei Big Five | Membro dei Big Five |
| 2019                            | Bilal Hassani                       | Roi                                       | Francese, inglese         | 16º                 | 105                 | Membro dei Big Five | Membro dei Big Five |
| 2020                            | Tom Leeb                            | Mon alliée (The Best in Me)               | Francese, inglese         | Edizione cancellata | Edizione cancellata | Membro dei Big Five | Membro dei Big Five |
| 2021                            | Barbara Pravi                       | Voilà                                     | Francese                  | 2º                  | 499                 | Membro dei Big Five | Membro dei Big Five |
| 2022                            | Alvan & Ahez                        | Fulenn                                    | Bretone                   | 24º                 | 17                  | Membro dei Big Five | Membro dei Big Five |
| 2023                            | La Zarra                            | Évidemment                                | Francese                  | 16º                 | 104                 | Membro dei Big Five | Membro dei Big Five |
| 2024                            | Slimane                             | Mon amour                                 | Francese                  | 4º                  | 445                 | Membro dei Big Five | Membro dei Big Five |
| 2025                            | Louane                              | Maman                                     | Francese                  | 7º                  | 230                 | Membro dei Big Five | Membro dei Big Five |

## Statistiche di voto
Fino al 2025, le statistiche di voto della Francia sono:
| # | Stato       | Punti |
| - | ----------- | ----- |
| 1 | Israele     | 271   |
| 2 | Portogallo  | 243   |
| 3 | Italia      | 219   |
| 4 | Regno Unito | 209   |
| 5 | Spagna      | 201   |

| # | Stato       | Punti |
| - | ----------- | ----- |
| 1 | Belgio      | 231   |
| 2 | Svizzera    | 228   |
| 3 | Germania    | 207   |
| 4 | Paesi Bassi | 206   |
| 5 | Norvegia    | 202   |

| # | Stato       | Punti |
| - | ----------- | ----- |
| 1 | Portogallo  | 363   |
| 2 | Israele     | 350   |
| 3 | Armenia     | 244   |
| 4 | Paesi Bassi | 221   |
| 5 | Italia      | 219   |

## Altri premi ricevuti

### Marcel Bezençon Award
I Marcel Bezençon Awards sono stati assegnati per la prima volta durante l'Eurovision Song Contest 2002 a Tallinn, in Estonia, in onore delle migliori canzoni in competizione nella finale. Fondato da Christer Björkman (rappresentante della Svezia nell'Eurovision Song Contest del 1992 e capo della delegazione per la Svezia fino al 2021) e Richard Herrey (membro del gruppo Herreys e vincitore dalla Svezia nell'Eurovision Song Contest 1984), i premi prendono il nome del creatore del concorso, Marcel Bezençon.
I premi sono suddivisi in 3 categorie:
- Press Award: Per la miglior voce che viene votata dalla stampa durante l'evento.
- Artistic Award: Per il miglior artista, votato fino al 2009 dai vincitori delle scorse edizioni. A partire dal 2010 viene votato dai commentatori.
- Composer Award: Per la miglior composizione musicale che viene votata da una giuria di compositori.

| Anno | Categoria      | Artista           | Canzone                  | Compositore                                                          |
| ---- | -------------- | ----------------- | ------------------------ | -------------------------------------------------------------------- |
| 2002 | Press Award    | Sandrine François | Il faut du temps         | Rick Allison, Patrick Bruel                                          |
| 2009 | Artistic Award | Patricia Kaas     | Et s'il fallait le faire | Anse Lazio, Fred Blondin                                             |
| 2011 | Composer Award | Amaury Vassili    | Sognu                    | Daniel Moyne, Quentin Bachelet, Jean-Pierre Marcellesi, Julie Miller |
| 2018 | Press Award    | Madame Monsieur   | Mercy                    | Émilie Satt, Jean-Karl Lucas                                         |
| 2021 | Press Award    | Barbara Pravi     | Voilà                    | Barbara Pravi, Lili Poe, Igit                                        |
| 2021 | Artistic Award | Barbara Pravi     | Voilà                    | Barbara Pravi, Lili Poe, Igit                                        |
| 2025 | Press Award    | Louane            | Maman                    | Louane, Tristan Salvati                                              |
| 2025 | Artistic Award | Louane            | Maman                    | Louane, Tristan Salvati                                              |

### OGAE Eurovision Song Contest Poll
L'OGAE Eurovision Song Contest Poll è la classifica fatta dai gruppi dell'OGAE, organizzazione internazionale che consiste in un network di oltre 40 fan club del Contest di vari Paesi europei e non. Come ogni anno, i membri dell'OGAE hanno l'opportunità di votare per la loro canzone preferita prima della gara e i risultati sono stati pubblicati sul sito web dell'organizzazione.
| Anno | Categoria | Artista | Canzone      | Compositore                               |
| ---- | --------- | ------- | ------------ | ----------------------------------------- |
| 2016 | OGAE 2016 | Amir    | J'ai cherché | Nazim Khaled, Silvio Lisbonne, Skydancers |

## Trasmissione in Francia
Nel corso degli anni, diverse reti televisive si sono alternate nel trasmettere l'Eurovision nel Paese. Dal 1983, France Télévisions è responsabile della trasmissione in Francia.

### Finale
| Anno        | Rete televisiva |
| ----------- | --------------- |
| 1956 - 1964 | RTF             |
| 1965 - 1974 | ORTF            |
| 1975 - 1981 | TF1             |
| 1983 - 1992 | Antenne 2       |
| 1993 - 1998 | France 2        |
| 1999 - 2014 | France 3        |
| 2015 - oggi | France 2        |

### Semifinali
| Anno        | Rete televisiva |
| ----------- | --------------- |
| 2004        | Non trasmessa   |
| 2005 - 2010 | France 4        |
| 2011 - 2015 | France Ô        |
| 2016 - 2019 | France 4        |
| 2021 - oggi | France 4        |

## Città ospitanti
| Anno | Città  | Luogo                | Presentatori                |
| ---- | ------ | -------------------- | --------------------------- |
| 1959 | Cannes | Palais des Festivals | Jacqueline Joubert          |
| 1961 | Cannes | Palais des Festivals | Jacqueline Joubert          |
| 1978 | Parigi | Palais des Congrès   | Denise Fabre e Léon Zitrone |